# Apolloweg Valwig
Der Apolloweg Valwig ist ein 7,5 Kilometer langer Rundwanderweg in der Gemeinde Valwig an der Mosel in Rheinland-Pfalz. Auf teilweise steilen Abschnitten überwindet der Rundweg einen Höhenunterschied von 200 Metern und soll dem Besucher Kulturgeschichte – hierzu gehört an der Mosel insbesondere der Weinbau – Landschaft sowie Fauna und Flora im Moseltal näherbringen. Der Weg entstand als Teil des Landesprogrammes
WeinKulturLandschaft Mosel sowie der Gemeinschaftsinitiative LEADER II der Europäischen Union.

## Kultur

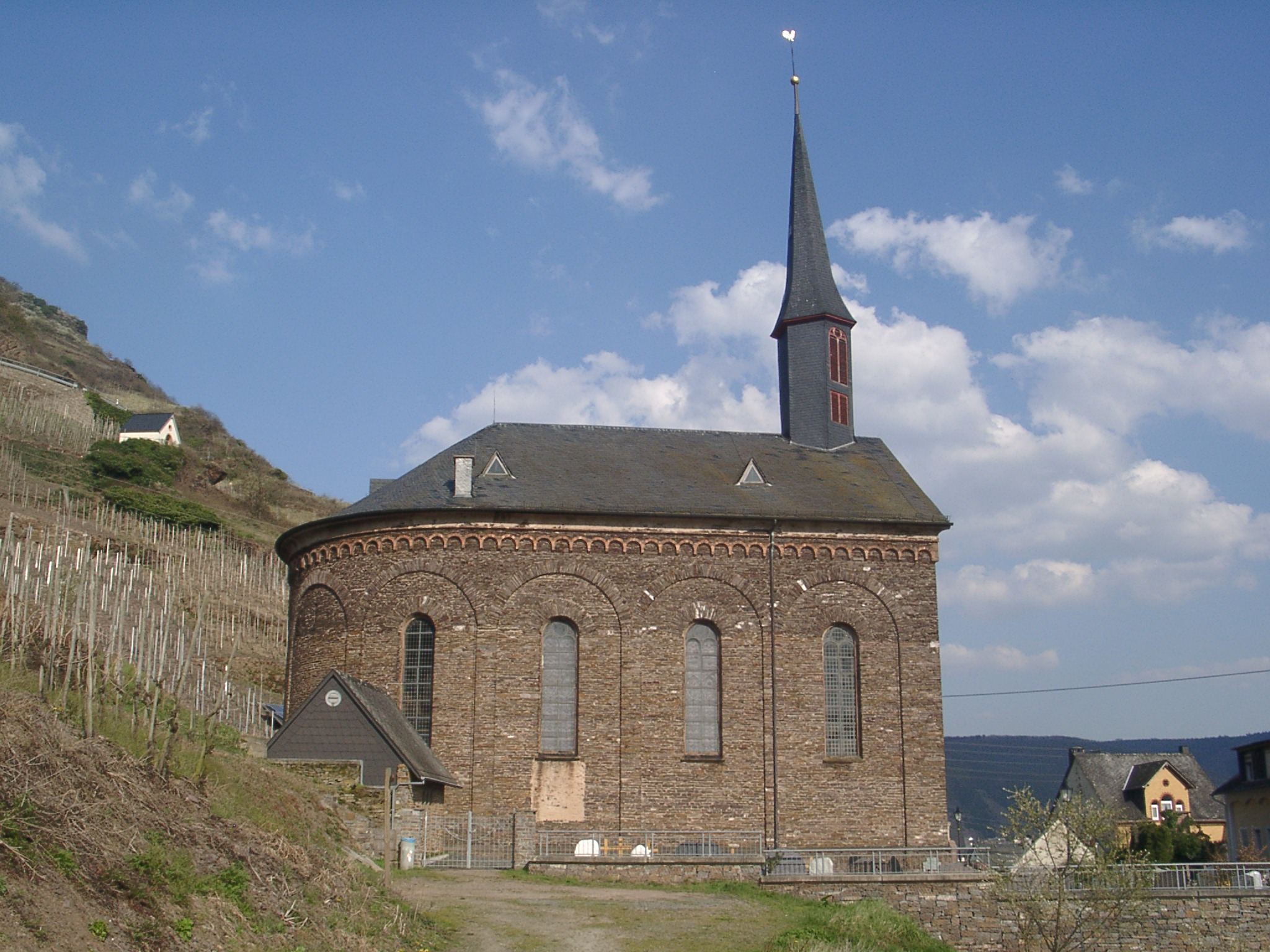
Pfarrkirche St. Martin Valwig

Der Weg führt an der Pfarrkirche St. Martin in Valwig vorbei, die nach Plänen des Staatsarchitekten Johann Claudius von Lassaulx (1823–27) errichtet wurde. Der 1927 fertiggestellte Bau ist die erste neoromanische Kirche in Deutschland und war der Neubau für eine baufällig gewordene romanische Kirche aus der Zeit um 1200.

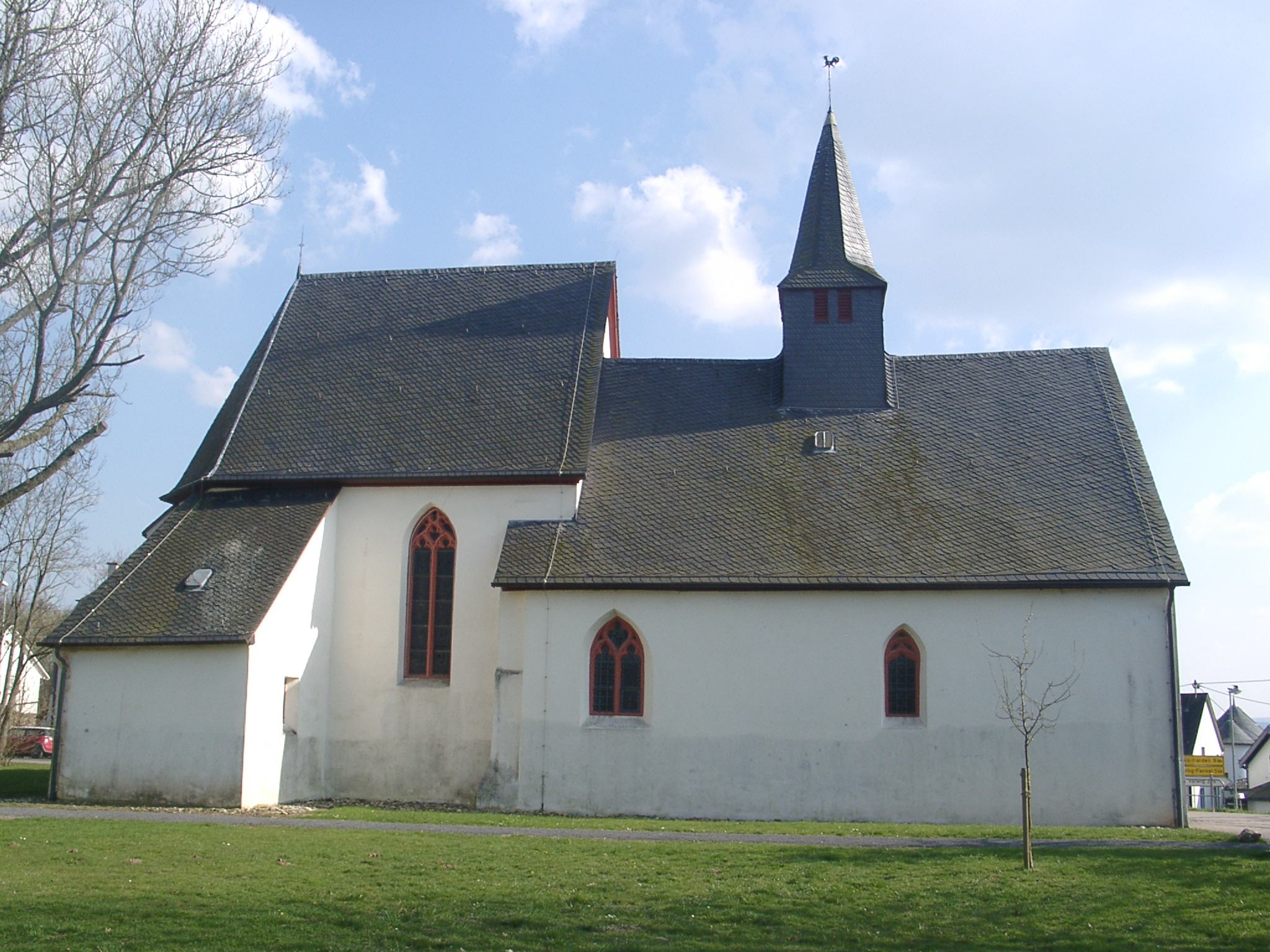
Wallfahrtskirche in Valwigerberg

Im Ortsteil Valwigerberg befindet sich die spätgotische Wallfahrtskirche St. Maria und Maria Magdalena. Nachdem Ritter Johann von Winneburg 1411 den heute zerstörten Tester Hof von den Mainzer Domherren mitsamt einer romanischen Kapelle erworben hatte, ließ er anlässlich seiner Hochzeit eine neue Kapelle errichten, die um 1440 vollendet und 1445 geweiht wurde. Das Schiff wurde kurz nach 1500 als dreischiffige Pseudobasilika eingewölbt und um 1900 erhielt die Kirche ein neues Westportal.

## Fauna und Flora
Die Felshänge bilden den Lebensraum vieler seltener wärmeliebender Pflanzen und Tiere. Zur Fauna gehören u. a. Zippammer, Mauereidechse, Westliche Smaragdeidechse, Schlingnatter, Steppen-Sattelschrecke, Rotflügelige Ödlandschrecke, Segelfalter und der namensgebende Rote Apollo Falter. Die Flora umfasst die Futterpflanze des Roten Apollo, die Weiße Fetthenne, sowie Blau-Lattich, Traubeneichen, Hainbuchen, Wildkirsche und Gemeine Hasel. Eine Besonderheit stellt im Niederwald der wildwachsende immergrüne Gewöhnliche Buchsbaum aus dem Mittelmeerraum dar.

## Weinbau
Obwohl es sich bei den Flächen entlang des Apollowegs zweifelsohne um eine herausragende, wenn nicht gar die beste Weinlage im Landkreis Cochem-Zell handeln dürfte – steile Südhänge, die zudem zur lichtreflektierenden Wasserfläche der Mosel ausgerichtet sind (kein Seitental); frostabhaltender Niederwald oberhalb der (früheren) Weinbergflächen; keine größeren Taleinschnitte, die Kaltluft von der Höhe einleiten würden – liegen dort inzwischen fast alle Weinberge brach. Insofern ist der Apolloweg ein anschauliches Beispiel dafür, wie innerhalb weniger Jahrzehnte – das „Weinbergsterben“ begann in den 1980er-Jahren – eine Kulturlandschaft dem Verfall preisgegeben wird, zu deren Erschaffung es vieler Jahrhunderte und unzähliger Generationen bedurfte.
Ein Nebeneffekt dieser Entwicklung ist, dass die im Abschnitt „Fauna und Flora“ erwähnten Tiere und Pflanzen immer schlechtere Lebensbedingungen vorfinden, weil die Verbuschung bzw. Bewaldung der ehemals durch den Weinbau freigehaltenen Flächen rasch voranschreitet. Insofern dürfte der Apolloweg in wenigen Jahren seine spezifische Attraktivität weitestgehend eingebüßt haben, da es sich dann um eine reinen Waldweg handeln wird.